# David Ier d'Artanoudji

David Ier d'Artanoudji, dit David le Grand (mort le 20 février 943), est un prince géorgien d'Artanoudji-Calarzène du Xe siècle.
David Bagration est le fils aîné de Soumbat Ier, prince d'Artanoudji-Calarzène. Sa famille, héritière légitime de la couronne d'Ibérie, règne depuis le milieu du IXe siècle sur la province géorgienne de l'Artanoudji-Calarzène (aujourd'hui en Turquie), une principauté héréditaire considérée comme un « lot de consolation » pour cette branche des Bagrations qui a été déshéritée par le Basileus en 830.
À la mort de son père, en 889, il aurait dû hériter d'Artanoudji, mais c'est son frère cadet Bagrat qui devient duc de Calarzène à sa place. Mais ce Bagrat meurt en 909 et David en profite pour prendre son trône. La Chronique géorgienne dit que ce David était un bon chrétien et qu'il multiplia les églises, d'où son surnom de Grand.
En 943, il abdique en faveur de son fils aîné Soumbat et se fait moine. Il meurt la même année. Il a eu d'une épouse inconnue deux enfants :
- Soumbat, prince d'Artanoudji-Calarzène ;
- une fille, qui épouse Adarnassé Bagration, prince d'Artanoudji-Calarzène.